# 平群氏
平群氏（へぐりうじ）は、「平群」を氏の名とする氏族。
武内宿禰の後裔と伝えられ、大和国平群郡平群郷（現在の奈良県生駒郡平群町）を本拠地とした古代在地豪族の一つ。姓は臣（おみ）、後に朝臣。

## 概要
『日本書紀』の所伝によると、応神朝から軍事氏族としての活躍が見え、履中朝に平群木菟宿禰（へぐりのつくのすくね）が国政に携わるようになった。葛城氏没落後の雄略朝以降、木菟の子の真鳥（まとり）が「大臣」を歴任して一族の興隆を極めた。しかし、仁賢天皇の崩後、真鳥大臣は日本国王になろうと専横を極めて、国政をほしいままにしたため、天皇家をも凌ぐその勢力を怖れられ、稚鷦鷯太子（後の武烈天皇）の命を受けた大伴金村により、真鳥とその子の鮪（しび）は誅殺されたという（498年）。
これ以後、平群氏の氏人はしばらく『書紀』から姿を消すが、用明天皇2年（587年）の物部討伐将軍として神手（かみて）の名が見え、この頃までに大夫選任氏族としての地位を得ていた。同13年（684年）10月の八色の姓施行に伴い、改めて朝臣姓を賜る。奈良時代には広成などの官人を輩出したが、その後は没落した。

### 平群氏と馬
『日本書紀』武烈天皇即位前紀では、海柘榴市（現在の奈良県桜井市金屋）で行われた歌垣において、平群鮪と即位前の武烈が争った際に、鮪の父・平群真鳥に「官馬」を求めており、平群氏が海柘榴市の官馬の管理に従事していたことがわかる（海柘榴市に厩があったことは『日本書紀』推古天皇16年（608年）8月条や『元興寺伽藍縁起流記資財帳』などから確認できる）。
さらに、藤原京から出土した木簡には、「日向久湯評（後の日向国児湯郡平群郷、現在の宮崎県西都市平群）人」の「平群部美支」という人物が見えるが、日向国には諸県郡から児湯郡にかけて牧が多く存在していたことから、彼も牧や馬に関する人物であったと考えられている。

#### 額田首
『新撰姓氏録』によれば、木兎の次男（『紀氏家牒』によれば額田早良宿禰）は母の氏である額田首を名乗ったとされるが、平群氏を名乗らなかったのは、平群真鳥が朝敵として討伐されたことと関連しているという説が存在する。そして、額田早良宿禰の子・額田駒宿禰は平群県において馬を養育しており、馬を天皇に献上したことで、馬工連の姓を賜り、馬の飼育について任されたという。また、駒宿禰が馬を養育したところが生駒であるという。駒宿禰の子は馬工御樴連を賜っている。

## 系図
- 一部推定。

|  |  | 武内宿禰     |  |  |  |
|  |  |              |  |  |  |
|  |  | 平群木菟宿禰 |  |  |  |
|  |  |              |  |  |  |
|  |  | 真鳥         |  |  |  |
|  |  |              |  |  |  |
|  |  | 鮪           |  |  |  |
|  |  |              |  |  |  |
|  |  | （2代略）    |  |  |  |
|  |  |              |  |  |  |
|  |  | 神手         |  |  |  |
|  |  |              |  |  |  |
|  |  | 宇志         |  |  |  |
|  |  |              |  |  |  |
|  |  | 子首         |  |  |  |
|  |  |              |  |  |  |
|  |  | 豊万呂       |  |  |  |
|  |  |              |  |  |  |
|  |  | 広成         |  |  |  |

## 考証
考古学的な見地からは、平群氏の奥津城とされる平群谷古墳群（平群町に所在）の変遷を考えると、同氏の台頭は6世紀中期以前には遡れないという。このことから、平群氏を6世紀後半の神手以降の新興在地豪族と見る説が存在する。この説に従えば、真鳥が大臣に就任して専権を振るったという『書紀』の叙述は史実として認められず、平群氏が自氏と同じく武内宿禰の後裔氏族である蘇我氏への対抗意識から故意に作り上げたのだと説明されている。天武天皇10年（681年）の帝紀・上古諸事の記定事業に平群子首（こびと）が参画していること、『日本書紀』の編纂に平群宇志が参加していること、持統天皇5年（691年）に「墓記（纂記）」上進を命じられた諸氏族に平群氏が含まれることは、同氏伝承の成立とも関わって留意されよう。
ただし、平群谷古墳群が平群木菟や平群真鳥の時代と合わないことと彼らが存在していなかったことは別の問題であり、木菟や真鳥は現在の平群町の外を本拠地としていた可能性も存在する。